# Collada de Prats
Collada de Prats är ett bergspass i Spanien, på gränsen till Frankrike.   Det ligger i provinsen Província de Girona och regionen Katalonien, i den östra delen av landet, 500 km öster om huvudstaden Madrid. Collada de Prats ligger 1 590 meter över havet.
Terrängen runt Collada de Prats är kuperad åt sydost, men åt nordväst är den bergig. Runt Collada de Prats är det glesbefolkat, med 12 invånare per kvadratkilometer. Närmaste större samhälle är Camprodon, 10,1 km sydväst om Collada de Prats. I omgivningarna runt Collada de Prats växer i huvudsak blandskog.